# Пашковский сельсовет (Курганская область)
Пашковский сельсовет — упразднённое сельское поселение в Петуховском районе Курганской области Российской Федерации.
Административный центр — село Пашково.
Законом Курганской области от 12 мая 2021 года № 49 к 24 мая 2021 года упразднён в связи с преобразованием муниципального района в муниципальный округ.

## История
Статус и границы сельского поселения установлены Законом Курганской области от 4 ноября 2004 года № 646 «Об установлении границ муниципального образования „Пашковский сельсовет“, входящего в состав муниципального образования „Петуховский район“».

## Население
| 1989 | 2002 | 2004 | 2010 | 2012 | 2013 | 2014 |
| ---- | ---- | ---- | ---- | ---- | ---- | ---- |
| 1072 | ↘835 | ↗855 | ↘627 | ↘583 | ↘547 | ↘503 |
| 2015 | 2016 | 2017 | 2018 | 2019 | 2020 |      |
| ↘500 | ↘486 | ↘471 | ↘464 | ↘453 | ↘426 |      |

## Состав сельского поселения
| № | Населённый пункт | Тип населённого пункта       | Население |
| - | ---------------- | ---------------------------- | --------- |
| 1 | Буранное         | деревня                      | ↘79       |
| 2 | Пашково          | село, административный центр | ↘548      |